# セルゲイ・ベルンシュテイン
セルゲイ・ナタノヴィチ・ベルンシュテイン（ロシア語: Сергей Натанович Бернштейн, ラテン文字転写: Sergei Natanovich Bernshtein, 1880年3月5日 - 1968年10月26日）は、ロシア帝国・ソビエト連邦の数学者。
1904年、パリ大学に提出した彼の学位論文は、楕円型偏微分方程式を解析的に解くというヒルベルトの第19問題への解答だった。その後、確率論、構成的関数論、遺伝学の数学的基盤など様々な分野に足跡を残した。1906年から1933年までハルキウ数学会を主導した。また、1907年からハルキウ大学、レニングラード大学、レニングラード工科大学、モスクワ大学の教授を歴任して、1968年にモスクワで死去した。享年88。